# Visnye, Somogy
Visnye  este un sat în districtul Kaposvár, județul Somogy, Ungaria, având o populație de 264 de locuitori (2011). 

## Demografie
Componența etnică a satului Visnye
     Maghiari (95,06%)
     Romi (4,94%)
Componența confesională a satului Visnye
     Romano-catolici (51,89%)
     Fără religie (22,73%)
     Reformați (7,95%)
     Greco-catolici (1,14%)
     Necunoscută (16,29%)
Conform recensământului din 2011, satul Visnye avea 264 de locuitori. Din punct de vedere etnic, majoritatea locuitorilor (95,06%) erau maghiari, cu o minoritate de romi (4,94%).  Din punct de vedere confesional, majoritatea locuitorilor (51,89%) erau romano-catolici, existând și minorități de persoane fără religie (22,73%), reformați (7,95%) și greco-catolici (1,14%). Pentru 16,29% din locuitori nu este cunoscută apartenența confesională.